# Жизневский, Тихон Игоревич
Ти́хон И́горевич Жизне́вский (род. 30 августа 1988, Зеленоградск, Калининградская область, СССР) — российский актёр театра и кино.

## Биография
Родился 30 августа 1988 года в курортном городе Зеленоградске. С 1 по 9 класс учился в школе Зеленоградска Калининградской области. Мать Тихона, Елена Марксовна — преподаватель английского языка в общеобразовательной школе. Отец - известный Калининградский радиоведущий. В 90-е годы работал на радио «Бас» под псевдонимом Игорь Тихонов. Такой псевдоним, как говорил сам, взял в честь сына. 
В 10-11 классах учился в театральном классе калининградского Лицея № 49.
В 2005—2009 гг. учился в Театральном институте имени Бориса Щукина на курсе Марины Пантелеевой (1937—2009) и Валерия Фокина, который окончил с отличием.
С 2009 года работает актёром Александринского театра.
Дебютом в Александринском театре стал ввод на роль участника хора фиванцев в спектакль «Эдип-царь» Софокла (реж. Т. Терзопулос).
В 2021 году Жизневский получил премию «Аванс» как лучший молодой актёр по версии журнала «КиноРепортёр». Вручение премии состоялось в рамках 43-го Московского Международного кинофестиваля.
В 2024 году стал лауреатом премии "Звезда театрала" в номинации "Лучший театральный актер в кино" за роль майора Игоря Грома в фильме "Майор Гром: Игра".

## Личная жизнь
Женат на Ксении Бугайченской. В 2022 году у пары родился сын Фёдор. Летом 2024 года у них родилась дочь.

## Театр

### Дипломные спектакли
- «Рюи Блаз» — Дон Сезар де Базан
- «Нос» — майор Ковалёв
- исполнял музыкальные номера в спектакле «Контрасты».

### Александринский театр
- Дмитрий Нехлюдов («Воскресение», режиссёр Никита Кобелев, 2024)
- Кассио («Отелло», режиссёр Николай Рощин, 2022)
- Голос/Неизвестный («Шекспир. Сонеты», проект «Другая сцена. III сезон», режиссёр Антон Оконешников, 2022)
- Эраст Фандорин («Драма на шоссэ. Судебное разбирательство», художественный куратор Валерий Фокин, режиссёр Антон Оконешников, 2020)
- Ладо («Какая грусть, конец аллеи…», режиссёр Андрей Калинин, 2018)
- Де Гиш («Сирано де Бержерак», режиссёр Николай Рощин, 2018)
- Алексей («Оптимистическая трагедия. Прощальный бал», режиссёр Виктор Рыжаков, 2017)
- Товарищ Чудаков, Проситель, Исполнитель пантомимы «Владимир Маяковский» и «Труд и капитал актёров напитал» («Баня», режиссёр Николай Рощин, 2017)
- Дженнаро («Ворон», режиссёр Николай Рощин, 2015)
- Участник спектакля «Теллурия», режиссёр Марат Гацалов, 2014
- Официант Мефодий («Старая женщина высиживает», режиссёр Николай Рощин, 2014)
- Участник проекта «Невский проспект. Городские этюды», 2013
- Де-Грие («Литургия ZERO», режиссёр Валерий Фокин, 2012)
- Нерожденный брат Тильтиля и Митиль, занят в массовых сценах в спектакле «Счастье», режиссёр Андрей Могучий, 2011
- Розенкранц («Гамлет», режиссёр Валерий Фокин, 2010)
- «Ксения. История любви» — Слепой
- Люченцио («Укрощение строптивой», режиссёр Оскарас Коршуновас, 2010)
- «Женитьба» — Степан, слуга Подколёсина
- Ассистент доктора (с 2010) («Цветы для Чарли», режиссёр Искандер Сакаев, 2007)
- Занят в массовых сценах в спектакле «Иваны», режиссёр Андрей Могучий, 2007
- Участник хора фиванцев (с 2009) («Эдип-царь», режиссёр Теодорос Терзопулос, 2006)
- Чиновник (с 2010) («Двойник», режиссёр Валерий Фокин, 2005)

## Фильмография
| Год  |   | Название                         | Роль                                                                      |
| ---- | - | -------------------------------- | ------------------------------------------------------------------------- |
| 2006 | ф | Дикари                           | Ваня, студент                                                             |
| 2007 | с | День гнева                       | Митька                                                                    |
| 2009 | ф | На игре                          | «Длинный»                                                                 |
| 2010 | ф | На игре 2. Новый уровень         | «Длинный»                                                                 |
| 2013 | с | Агент особого назначения 4       | близнецы Кирилл и Олег Ласкины                                            |
| 2013 | с | Ментовские войны 7               | Сергей Герасимов «Ганс», киллер                                           |
| 2014 | ф | 7 футов под килем                | Паша Ушаков, главная роль                                                 |
| 2020 | ф | Огонь                            | Максим Шустов                                                             |
| 2021 | с | Топи                             | Макс Кольцов                                                              |
| 2021 | ф | Майор Гром: Чумной Доктор        | майор Игорь Гром                                                          |
| 2022 | ф | Первый Оскар                     | Иван Майский                                                              |
| 2022 | ф | Либерея: Охотники за сокровищами | Илья                                                                      |
| 2022 | с | Союз Спасения. Время гнева       | корнет лейб-гвардейского Кавалергардского полка Пётр Николаевич Свистунов |
| 2023 | ф | Гром: Трудное детство            | майор Игорь Гром                                                          |
| 2024 | ф | Бременские музыканты             | Трубадур                                                                  |
| 2024 | ф | Майор Гром: Игра                 | майор Игорь Гром                                                          |
| 2024 | с | Внутри убийцы                    | Тимофей Волох                                                             |
| 2024 | с | Преступление и наказание         | Дмитрий Разумихин, друг Раскольникова                                     |